# 清源镇 (武威市)
清源镇，是中华人民共和国甘肃省武威市凉州区下辖的一个乡镇级行政单位。

## 行政区划
清源镇下辖以下地区：
新地村、新东村、清泉村、新西村、发展村、王庄村、羊庄村、中沙村、东槽村、宣庄村、清源村、曾家堡村、刘广村、周府庄村和蔡寨村。